# OutRun 2
OutRun 2 — компьютерная игра в жанре автосимулятор, выпущенная для аркадного автомата и приставки Xbox. OutRun 2 — сиквел игры Out Run, которая была выпущена в 1986 году.

## Геймплей
Геймплей OutRun 2 идентичен геймплею Out Run: игрок может выбрать любую из 8 машин благодаря лицензии Ferrari (12 в версии для Xbox), в том числе Ferrari Testarossa и проехать через 5 контрольных точек за заданное время с выбором развилки, которая даёт возможность игроку выбрать один из двух путей.
Каждый автомобиль имеет различные характеристики управления, но 8 автомобилей (12 для Xbox) имеют 4 класса.
Игра имеет трёхмерную графику, впервые появившеюся в серии.
OutRun 2 имеет 3 режима для однопользовательской игры: «OutRun», «Time Attack» и «Heart Attack». В режиме «OutRun» нужно за время пройти через пять из пятнадцати уровней, выбирая путь. В режиме «Time Attack» игрок соревнуется с автомобильным «призраком», то есть автомобилем, которым игрок играл раньше.
В режиме «Heart Attack» нужно выполнить определённые задания девушки в автомобиле игрока, например сделать определённые трюки и действия. В случае успеха заданий игрок получает сердечки от девушки. Неудача приводит к потере игроком сердец. В конце каждого задания игрока оценивают в зависимости от полученного количества сердец. Если игроку удалось удовлетворить девушку, отображается романтический конец.

### Машины и виды сложности
- Начинающий класс — Dino 246 GTS, 365 GTS/4 Daytona.
- Промежуточный класс — F50, 360 Spider.
- Промежуточный класс — отличается от первого более мощным двигателем и скоростью. Включает в себя Testarossa, 288 GTO, F355 Spider, 328 GTS. Последние 2 доступны только для Xbox.
- Профессиональный класс — F40, Enzo Ferrari, 250 GTO, 512 BB. Последние 2 машины доступны только для Xbox.

### Карта участков трасс
Как и игра Out Run, OutRun 2 имеет развилки. Перед каждой контрольной точкой есть развилка, которая даёт возможность игроку выбрать один из двух путей.
| Номер уровня | Номер уровня | Номер уровня      | Номер уровня       | Номер уровня    | Точка |
| 1            | 2            | 3                 | 4                  | 5               | Точка |
| ------------ | ------------ | ----------------- | ------------------ | --------------- | ----- |
|              |              |                   |                    | Tulip Garden    | A     |
|              |              |                   | Cloudy Highland    |                 |       |
|              |              | Castle Wall       |                    | Metropolis      | B     |
|              | Deep Lake    |                   | Industrial Complex |                 |       |
| Palm Beach   |              | Coniferous Forest |                    | Ancient Ruins   | C     |
|              | Alpine       |                   | Snowy Mountain     |                 |       |
|              |              | Desert            |                    | Imperial Avenue | D     |
|              |              |                   | Ghost Forest       |                 |       |
|              |              |                   |                    | Cape Way        | E     |

## Разработка игры
На стадии разработки игра претерпела несколько изменений. Компания Sega AM2 писала все свои игры с помощью системы UNIX. Возможно, версия для Xbox может адаптироваться для операционной системы Microsoft Windows.

## Версии игры

### OutRun 2 SP

Уровень «Casino Town». Справа видна статуя ежа Соника — талисмана фирмы Sega.

В 2004 году для аркадного автомата Sega Chihiro вышло обновление OutRun 2 под названием OutRun 2 SP (OutRun 2 Special Tours). Обновление содержит 15 новых трасс, а действие игры происходит в Америке. Она включает в себя треки из OutRun 2, Out Run и Turbo Outrun.
Трассы, музыка и геймплей позже были использованы в игре OutRun 2006: Coast 2 Coast.
В 2007 году игра была выпущена для консоли PlayStation 2 и продавалась только на японском рынке.

#### Карта участков трасс
| Номер уровня | Номер уровня  | Номер уровня | Номер уровня | Номер уровня   | Точка |
| 1            | 2             | 3            | 4            | 5              | Точка |
| ------------ | ------------- | ------------ | ------------ | -------------- | ----- |
|              |               |              |              | Giant Statues  | A     |
|              |               |              | Lost City    |                |       |
|              |               | Waterfall    |              | Legend         | B     |
|              | Bay Area      |              | Casino Town  |                |       |
| Sunny Beach  |               | Big Forest   |              | Floral Village | C     |
|              | National Park |              | Ice Scape    |                |       |
|              |               | Canyon       |              | Milky Way      | D     |
|              |               |              | Jungle       |                |       |
|              |               |              |              | Skyscrapers    | E     |

### OutRun 2 SP DX/SDX

Логотип игры OutRun 2 SP (SPecial Tours) SDX (Super DeluXe)

Обновление OutRun 2 SP SDX впервые было показано 7 июля 2006 года. Это обновлённая версия OutRun 2, работающая на аркадной платформе Sega Lindbergh, а не на Sega Chihiro. Игра отображается с разрешением 800×480, также появилась возможность кооперативно играть до 2-х игроков в DX, и до 4-х в SDX.

### Порт на Xbox
В 2004 году игра была портирована на консоль Xbox. Портом занималась британская компания Sumo Digital.
Порт имеет такие же трассы, как и в оригинале, но появилась возможность отображать изображение до 480p. Игра, которая была на аркадном автомате, стала называться «OutRun Arcade». «OutRun Challenge» включает в себя 101 миссию, распределённые по 15 трассам. Трассы из игр Scud Race и Daytona USA 2 присутствуют в виде бонуса.
Кроме того, в порте присутствует контент с новыми машинами, музыкой и самой игрой Out Run, которого не было в аркадной версии. Всё это будет разблокировано после прохождения «OutRun Challenge».
Трёхмерную Ferrari Testarossa Spider можно заменить на Testarossa образца 1984 года.
Японская версия отличается изменениями в бонус-этапах и устранением глюков.
На 12 сентября 2007 года порт имеет совместимость с консолью Xbox 360.

## Саундтрек

### Sega Presents OutRun 2 Music Through the Ages
Sega Presents OutRun 2 Music Through the Ages был выпущен в 2004 году лейблом AM2 MIX. Альбом содержит треки из Out Run, написанные ещё в 1986 году и ремиксы этих песен, написанные композиторами Хироси Кавагути и Ричардом Жаком.
| №  | Название                            | Музыка                       | Длительность |
| -- | ----------------------------------- | ---------------------------- | ------------ |
| 1. | «Magical Sound Shower [Original]»   | Хироси Мияути                | 5:29         |
| 2. | «Passing Breeze [Original]»         | Хироси Мияути                | 5:45         |
| 3. | «Splash Wave [Original]»            | Хироси Мияути                | 5:54         |
| 4. | «Magical Sound Shower — Euro Remix» | Хироси Кавагути и Ричард Жак | 6:12         |
| 5. | «Passing Breeze — Euro Remix»       | Хироси Кавагути и Ричард Жак | 7:22         |
| 6. | «Splash Wave — Euro Remix»          | Хироси Кавагути и Ричард Жак | 6:32         |

### OutRun2 Sound Tracks
OutRun2 Sound Tracks (яп. アウトラン2 サウンドトラック Ауторан 2 Саундоторакку) был выпущен в 2004 году лейблом AM2 MIX. Как и альбом Sega Presents OutRun 2 Music Through the Ages, OutRun2 Sound Tracks имеет оригинальные треки из OutRun. Музыка была написана композиторами Хироси Мияути, Фумио Ито, Кэйсукэ Цукахарой.
| №   | Название                      | Текст песни    | Музыка           | Исполнитель | Длительность |
| --- | ----------------------------- | -------------- | ---------------- | ----------- | ------------ |
| 1.  | «Splash Wave»                 |                | Хироси Мияути    |             | 5:53         |
| 2.  | «Magical Sound Shower»        |                | Хироси Мияути    |             | 5:26         |
| 3.  | «Passing Breeze»              |                | Хироси Мияути    |             | 5:42         |
| 4.  | «Risky Ride»                  |                | Фумио Ито        |             | 6:12         |
| 5.  | «Shiny World»                 |                | Фумио Ито        |             | 6:15         |
| 6.  | «Night Flight»                | COMPOZILA Inc. | Фумио Ито        | Бренда Вон  | 5:56         |
| 7.  | «Life Was A Bore»             | COMPOZILA Inc. | Фумио Ито        | Донна Бёрк  | 5:49         |
| 8.  | «Ending — A»                  |                | Фумио Ито        |             | 1:20         |
| 9.  | «Ending — B»                  |                | Фумио Ито        |             | 0:59         |
| 10. | «Ending — C»                  |                | Фумио Ито        |             | 1:17         |
| 11. | «Ending — D»                  |                | Фумио Ито        |             | 1:27         |
| 12. | «Ending — E»                  |                | Фумио Ито        |             | 1:19         |
| 13. | «Last Wave»                   |                | Хироси Мияути    |             | 1:38         |
| 14. | «Opening»                     |                | Кэйсукэ Цукахара |             | 0:50         |
| 15. | «Splash Wave (1986)»          |                | Хироси Мияути    |             | 5:52         |
| 16. | «Magical Sound Shower (1986)» |                | Хироси Мияути    |             | 5:26         |
| 17. | «Passing Breeze (1986)»       |                | Хироси Мияути    |             | 5:42         |
| 18. | «Last Wave (1986)»            |                | Хироси Мияути    |             | 1:29         |

### OutRun2 Sound Tracks Side B
OutRun2 Sound Tracks Side B был выпущен в 2005 году. Музыка была написана композиторами Хироси Мияути, Фумио Ито, Кэйсукэ Цукахарой и Ричардом Жаком.
| №   | Название                                   | Музыка                                     | {{{extra_column}}} | Длительность |
| --- | ------------------------------------------ | ------------------------------------------ | ------------------ | ------------ |
| 1.  | «SPLASH WAVE — Euro Remix»                 | Ричард Жак                                 | Такэнобу Мицуёси   | 6:28         |
| 2.  | «MAGICAL SOUND SHOWER — Euro Remix»        | Ричард Жак                                 |                    | 6:09         |
| 3.  | «PASSING BREEZE — Euro Remix»              | Ричард Жак                                 |                    | 7:18         |
| 4.  | «LAST WAVE — Euro Remix»                   | Ричард Жак                                 |                    | 1:53         |
| 5.  | «Risky Ride — Guitar Mix»                  | Хироси Мияути, Фумио Ито, Кэйсукэ Цукахара |                    | 4:22         |
| 6.  | «Shiny World — Prototype»                  | Хироси Мияути, Фумио Ито, Кэйсукэ Цукахара |                    | 3:45         |
| 7.  | «Night Flight — Prototype»                 | Хироси Мияути, Фумио Ито, Кэйсукэ Цукахара |                    | 2:45         |
| 8.  | «Night Flight — Instrumental»              | Хироси Мияути, Фумио Ито, Кэйсукэ Цукахара |                    | 4:31         |
| 9.  | «Life was a bore — Instrumental»           | Хироси Мияути, Фумио Ито, Кэйсукэ Цукахара |                    | 4:19         |
| 10. | «SPLASH WAVE — 1996 Arrange Ver.»          | Хироси Мияути                              |                    | 7:03         |
| 11. | «MAGICAL SOUND SHOWER — 1996 Arrange Ver.» | Хироси Мияути                              |                    | 6:30         |
| 12. | «PASSING BREEZE — 1996 Arrange Ver.»       | Хироси Мияути                              |                    | 7:55         |
| 13. | «LAST WAVE — 1996 Arrange Ver.»            | Хироси Мияути                              |                    | 5:41         |
| 14. | «LAST WAVE — Vocal Version»                | Хироси Мияути, Фумио Ито, Кэйсукэ Цукахара |                    | 5:28         |

## Оценки и мнения
| Сводный рейтинг       | Сводный рейтинг |
| Агрегатор             | Оценка          |
| --------------------- | --------------- |
| GameRankings          | 81,64 %         |
| Metacritic            | 79/100          |
| MobyRank              | 82/100          |
| Иноязычные издания    |                 |
| Издание               | Оценка          |
| 1UP.com               | B-              |
| AllGame               | [ 5 ]           |
| Eurogamer             | 8/10            |
| GameRevolution        | B               |
| GameSpot              | 8,3/10          |
| GameSpy               | [ 9 ]           |
| GamesRadar+           | 8/10            |
| GameZone              | 8,5/10          |
| IGN                   | 8,2/10          |
| TeamXbox              | 8,4/10          |
| VideoGamer            | 7/10            |
| Русскоязычные издания |                 |
| Издание               | Оценка          |
| «Страна игр»          | 6,5/10          |

Игра получила положительные отзывы от критиков. Game Revolution в своём итоге назвал игру «ностальгическим пакетом» и поставил ранг B+. GameSpot назвал игру «самой лучшей аркадной гонкой». Сайт VideoGamer.com похвалил за создание сиквела и графику, но не понравился искусственный интеллект и долгие загрузки.
Самую высокую оценку в 5 баллов из 5 возможных поставил обозреватель GameSpy. Критики не обнаружили ни одного недостатка в игре, но понравилась графика, преобразование «супер игры», аркадное вождение, бонусы и онлайн-игры.
Российский журнал Страна игр оценил игру в 6,5 баллов.